# عامل نووي معزز لسلسلة كابا الخفيفة في الخلايا البائية النشطة

آلية عمل NF-κB. في هذه الصورة يستخدم ثنائي الوحدات الغير متجانس بين البروتينين ال Rel وp50 كمثال. في الحالة الغير نشطة: يتواجد NF-κB في العصارة الخلوية مرتبطاً مع البروتين المثبط IκBα. من خلال المستقبلات الغشائية التي تعمل دور الوسيط، يتم تفعيل الأنزيم IκB كينيز من خلال عدة إشارات خارج خلوية وهذا الأنزيم بدوره يقوم بفسفرة البروتين IκBα مما يؤدي إلى إضافة اليوبيكوتين بروتين لل IκBα وانفصاله عن NF-κB ومن ثم تخريب الIκBα بالبروتوزوم. إن NF-κB المنشط ينتقل من ثم إلى النواة حيث يرتبط بأجزاء مخصصة له في الدنا تسمى عناصر الاستجابة. إن المعقد المتشكل من NF-κB مع الدنا يسخر بروتينات أخرى مثل المنشط المشترك والرنا بوليميرز، الذي يقوم بنسخ الدنا إلى رنا رسول، ومن ثم تتم ترجمة الرنا الرسول إلى بروتين آخر يؤدي إلى حدوث تغيرات بالخلية.

العامل النووي المعزز لسلسلة كابا الخفيفة في الخلايا البائية النشطة NF-κB: وهو أحد عوامل النسخ والذي يتكون من بروتين معقد يتحكم بعملية النسخ للدنا. يتواجد هذا العامل تقريباً في كل أنواع خلايا الحيوانات ويلعب دوراً في الاستجابة الخلوية لبعض المحرضات مثل الإجهاد والسايتوكاين والجذور الحرة والأشعة فوق البنفسجية والبروتينات الدهنية المنخفضة الكثافة المؤكسدة والمستضدات الجرثومية والفيروسية.كما يقوم هذا العامل بدور مهم في التحكم بالاستجابة المناعية للعدوى.على النقيض فقد ربط التحكم الخاطى لهذا العامل بتواجد السرطان والأمراض الالتهابية ووالصدمة الإنتانية والعدوى الفيروسية وتطور المناعة غير الطبيعي.
تنشيط NfKB:
إن تنشيط هذا العامل النووي يؤدي إلى زيادة التعبير الوراثي لعد جينات سابقة للالتهاب. فمثلاً يتم إنتاج جزيئات تستدعي الخلايا للالتصاق ببعضها البعض وذلك مما يؤدي إلى الانتفاخ المصاحب للالتهاب أو ما يعرف بالإنجليزية بـ Tumor أو Swelling. أيضا ، فإن أحد المركبات الناتجة من تفعيل هذا العامل هو مركب أوكسيد النيتروجين المتسم بتوسيع الأوعية الدموية ، وذلك مما يؤدي إلى الاحمرار المصاحب للاتهاب أو ما يعرف بالإنجليزية بـ ٌRubor أو Redness.
تنشيط NfKB:
إن تنشيط هذا العامل النووي يؤدي إلى زيادة التعبير الوراثي لعد جينات سابقة للالتهاب. فمثلاً يتم إنتاج جزيئات تستدعي الخلايا للالتصاق ببعضها البعض وذلك مما يؤدي إلى الانتفاخ المصاحب للالتهاب أو ما يعرف بالإنجليزية بـ Tumor أو Swelling. أيضا ، فإن أحد المركبات الناتجة من تفعيل هذا العامل هو مركب أوكسيد النيتروجين المتسم بتوسيع الأوعية الدموية ، وذلك مما يؤدي إلى الاحمرار المصاحب للاتهاب أو ما يعرف بالإنجليزية بـ ٌRubor أو Redness.
For further reading of NF-kB molecular biology; refer back to "Redox Regulation of Nuclear Factor Kappa B:
Therapeutic Potential for Attenuating Inflammatory Responses", by John W. Christman1, Timothy S. Blackwell1, and
Bernhard H.J. Juurlink